# Viện Hanns-Seidel (HSS)
Viện Hanns Seidel (Hanns Seidel-Stiftung e. V.) là một tổ chức liên quan chặt chẽ với Đảng CSU dưới hình thức hợp pháp của một hiệp hội đã đăng ký có trụ sở tại Munich.
Ở cấp độ châu Âu, quỹ là thành viên của Trung tâm Nghiên cứu châu Âu Wilfried Martens, Viện Chính Trị của Đảng Nhân dân châu Âu epp.

## Lịch sử

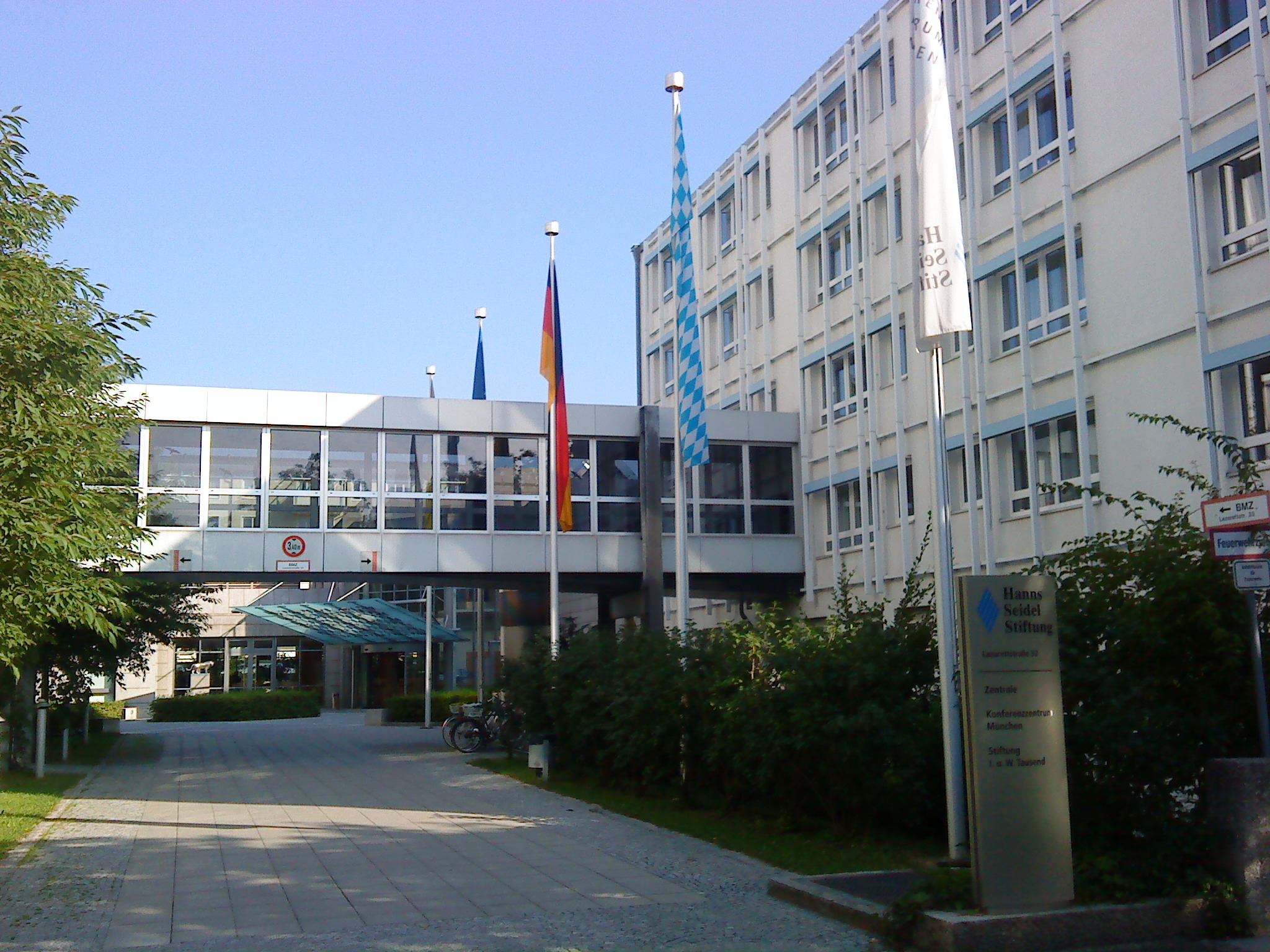
Viện Hanns Seidel, Munich

Các dự định thành lập một cơ sở giáo dục chính trị của riêng Đảng CSU được khởi xướng vào năm 1964. Tại thời điểm này thì các đảng khác có quy chế nhóm nghị viện trong Hạ viện Đức đã có các Cơ sở đào tạo chính trị tương đương của họ.
Vào tháng 4 năm 1965, Ban Chấp Hành CSU quyết định thành lập quỹ Viện Hanns Seidel, được đặt theo tên của cựu Chủ tịch CSU và Thủ tướng Bavaria Hanns Seidel. Vào ngày 7 Tháng 11 năm 1966 cuộc họp thành lập diễn ra tại Munich với 21 người thân cận với CSU. Việc đăng ký hiệp hội diễn ra vào ngày 11 tháng 4 năm 1967. Fritz Pirkl, Bộ trưởng Lao động và Xã hội bang Bavaria, được bầu làm chủ tịch đầu tiên.
Năm 1981, quỹ bắt đầu trao học bổng du học Đức thông qua cơ quan tài trợ của mình. Kể từ năm 1982, các sinh viên trong nước cũng đã nhận được sự hỗ trợ về ý tưởng và tài chính.
Sau khi Fritz Pirkl mất, Alfred Bayer được bầu làm chủ tịch Viện năm 1994, tiếp theo là cựu Bộ trưởng Văn hóa Bavaria, Hans Zehetmair vào năm 2004. Đầu năm 2014, Zehetmair tuyên bố sẽ không tái ứng cử. Chủ tịch Đảng CSU Horst Seehofer sau đó đã đề xuất người đại diện chủ tịch Ursula Männle làm người kế nhiệm Zehetmair.